# بن عودة بوجلال
بن عودة بوجلال (1926 غليزان الجزائر - 16 مايو 2014 وهران الجزائر) هو لاعب كرة قدم جزائري سابق كان يلعب كمهاجم.